# وان پیس (مجموعه تلویزیونی ۲۰۲۳)
وان پیس (انگلیسی: One Piece) یک مجموعه تلویزیونی اینترنتی فانتزی ماجراجویی است که توسط مت اُونز و استیون مائه‌دا برای نتفلیکس ساخته شده‌است. این مجموعه لایو اکشن اقتباسی از مانگای ژاپنی سال ۱۹۹۷ در حال پخش با همین نام اثر ائیچیرو اودا است. این مجموعه توسط کاجی پروداکشنز، تومارو استودیوز و شوئیشا (همچنین منتشر کننده مانگا نیز هست) تولید شده‌است. در این مجموعه اینیاکی گودوی، مکنیو، امیلی راد، جیکوب رومرو گیبسون و تاز اسکایلر ایفای نقش کردند.
وان پیس در ۳۱ اوت ۲۰۲۳ پخش شد. این مجموعه نقدهای اکثراً مثبتی از منتقدان گرفت.

## خلاصهٔ داستان
این مجموعه به ماجراجویی‌های دزدان دریایی کلاه حصیری می‌پردازد؛ هنگامی که آن‌ها در جستجوی «وان پیس» هستند، اقیانوس‌ها و سرزمین‌های خطرناک و فراتر از آن را کاوش می‌کنند. وان پیس گنجی افسانه‌ای که کاپیتان آن‌ها، مانکی دی.لوفی، را به «پادشاه دزدان دریایی» تبدیل می‌کند. اما ناوگان تحت تعقیب است و آن‌ها تنها خدمه‌ای نیستند که به دنبال وان پیس هستند. در حالی که کلاه حصیری‌ها با مهارت و دوستی شکاف‌ناپذیر مسلح هستند، آن‌ها برای سفر آماده می‌شوند و حتی بیشتر آماده‌اند تا با هم برای رویاهایشان بجنگند.

## بازیگران
| بازیگر        | نقش           | توضیحات |
| بازیگران اصلی | بازیگران اصلی | بازیگران اصلی |
| ------------- | ------------- | --- |
| اینیاکی گودوی | مانکی دی.لوفی | یک دزد دریایی که میوه شیطانی خورده و حالت لاستیکی پیدا کرده‌است. هدف او این است که با خدمه خود به خارج از «آبی شرقی» سفر کند و «وان پیس» افسانه‌ای را پیدا کند و پادشاه دزدان دریایی شود. |
| امیلی راد     | نامی          | یک دزد مرموز که گذشته خود را پنهان می‌کند و در جستجوی نقشه «گرند لاین» است، جایی که شایعه شده است که وان پیس در آن قرار دارد. و این آرزو را دارد که کل نقشه جهان را ترسیم کند.           |
| مکنیو         | رورونوا زورو  | یک شمشیرباز چیره‌دست و شکارچی جایزه‌بگیر است، که از هنر «سبک سه شمشیر» استفاده می‌کند. او آرزو دارد تبدیل به بزرگترین شمشیرزن جهان شود.                                                    |
| جیکوب رومرو   | اوسوپ         | اوسوپ در تیراندازی، حیله‌گری و اختراع متخصص است. او آرزو دارد یک جنگجوی شجاع و مشهور دریا باشد.                                                                                          |
| تاز اسکایلر   | سانجی         | خانوم‌باز و سرآشپز جذاب که مسلط بر هنرهای رزمی است و توسط مربی و سرآشپز «زف» آموزش دیده‌است. هدف او یافتن «آبی کامل» است.                                                                 |
| وینسنت رگان   | مانکی دی.گارپ | یک نایب دریاسالار پرکار در تفنگداران دریایی و پدربزرگ لوفی، که مربی کوبی می‌شود. |
| جف وارد       | باگی          | کاپیتان دزدان دریایی باگی با تم دلقک، باگی یک میوه شیطانی خورده‌است که به او این توانایی را می‌دهد که بدن خود را تکه تکه کند و آنها را هرطوری که می‌خواهد کنترل کند.                       |
| مورگانا دیویس | کوبی          | کابین دزدان دریایی آلویدا که آرزو پیوستن به تفنگداران دریایی را دارد. |

## بازخورد منتقدان
وان پیس در وبگاه نقد و بررسی راتن تومیتوز بر اساس نظر ۲۴ منتقد، امتیاز ۸۳٪ با میانگین نمرهٔ ۷٫۷/۱۰ را کسب کرده‌است. این مجموعه در متاکریتیک، که از میانگین وزنی استفاده می‌کند، بر اساس نظر ۱۵ منتقد امتیاز ۶۷ از ۱۰۰ را کسب کرده که نشان‌گر «بازبینی‌های به‌طور کلی مطلوب» است.